# Chemical World
〈Chemical World〉는 영국의 얼터너티브 록 밴드 블러의 노래로, 그들의 두 번째 음반인 《Modern Life Is Rubbish》 (1993년)에 수록되었다.

## 발매
이 곡은 1993년 6월 28일 《Modern Life Is Rubbish》의 두 번째 싱글로 발매되었고, 이전 발매된 〈For Tomorrow〉는 영국 싱글 차트 28위에 올랐다. 미국에서 이 곡은 모던 록 트랙 차트에서 27위에 올랐고, 이 음반의 유일한 싱글이 되었다.
이 곡은 블러의 미국 음반사인 SBK 레코드가 미국 시장에 대한 음반의 매력을 높이기 위해 의뢰했다. SBK에게 보여진 첫 번째 버전은 밴드가 제작한 데모였다. 그 후 스티븐 스트리트가 프로듀싱한 버전으로 재녹음되었다. 이 버전은 영국 버전의 음반에 사용되었지만, SBK는 프로듀서 클라이브 랭거와 앨런 윈스턴리가 "재작업"하고 미국 음반에 사용된 데모를 선호했다. 원래 그런 라벨이 붙지 않았지만, 이 버전은 1999년 싱글 박스 세트 이후 등장한 〈Chemical World (Reworked)〉로 알려져 있다.
싱글 커버는 빨간색 페라리 F40과 브루클린 다리와 맨해튼 스카이라인을 배경으로 한 머스탱이 특징이다.

## 곡 목록
모든 곡들은 특별한 언급이 없는 한 데이먼 알반, 그레이엄 콕슨, 알렉스 제임스, 데이브 론트리에 의해 작사/작곡하였다.
| 7인치 1. "Chemical World" (Radio Edit) – 3:54 2. "Maggie May" (로드 스튜어트, 마르틴 퀴텐튼) – 4:05 12인치 1. "Chemical World (Reworked)" – 3:46 (uncredited on sleeve that it is the reworked demo version) 2. "Es Schmecht" – 3:38 3. "Young & Lovely" – 5:04 4. "My Ark" – 5:58 | CD1 (live tracks from Glastonbury Festival 1992) 1. "Chemical World (Reworked)" (uncredited on sleeve that it is the reworked demo version) 2. "Never Clever (live)" – 2:28 3. "Pressure on Julian (live)" – 5:00 4. "Come Together (live)" – 3:30 CD2 1. "Chemical World" (Radio Edit) – 3:54 2. "Young & Lovely" – 5:04 3. "Es Schmecht" – 3:38 4. "My Ark" – 5:58 |